# Robbe Ghys
Pour les articles homonymes, voir Ghys.
Robbe Ghys (né le 11 janvier 1997 à Hasselt) est un coureur cycliste belge. Il participe à des compétitions sur route et sur piste.

## Biographie
En 2012, Robbe Ghys remporte ses premiers titres nationaux en devenant deux fois champion chez les débutants (15/16 ans), en poursuite individuelle et en poursuite par équipe. L'année suivante, il est sextuple champion de Belgique sur piste, toujours chez les débutants. En 2014, il court avec les juniors et obtient immédiatement cinq titres de champion de Belgique, comme l'année suivante. Toujours en 2015, Ghys remporte avec Gerben Thijssen la médaille d'argent en course à l'américaine au championnat d'Europe sur piste juniors.
En 2016, Ghys et Kenny De Ketele remportent ensemble l'américaine, dans le cadre de la manche de Coupe du monde d'Apeldoorn.
En 2017, il est avec Lindsay De Vylder champion d'Europe de course à l'américaine espoirs. En poursuite par équipes, l'équipe belge remporte l'argent. La même année, sur route, il termine quatrième de Paris-Roubaix espoirs et se classe huitième du Grand Prix des Marbriers
Au mois d'août 2018, il devient champion d'Europe de course à l'américaine.
Pour la saison 2023, Robbe Ghys rejoint la formation Alpecin-Deceuninck.

## Palmarès sur piste

### Jeux olympiques
- Tokyo 2020
  - 4e de la course à l'américaine
- Paris 2024
  - 8e de la poursuite par équipes

### Championnats du monde
- Hong Kong 2017
  - 8e de la poursuite par équipes[3]
  - 9e du scratch[4]
- Apeldoorn 2018
  - 12e de la poursuite par équipes[5]
  - 19e du scratch[6]
- Pruszków 2019
  -  Médaillé de bronze de l'américaine (avec Kenny De Ketele)
  - 9e de la poursuite par équipe[7]
- Roubaix 2021
  -  Médaillé de bronze de l'américaine (avec Kenny De Ketele)

### Coupe du monde
- 2016-2017
  - 1er de l'américaine à Apeldoorn (avec Kenny De Ketele)
  - 2e de la poursuite par équipes à Apeldoorn
  - 3e de la course aux points à Cali
- 2017-2018
  - 1er du scratch à Pruszków
- 2018-2019
  - 2e de la poursuite par équipes à Londres

### Coupe des nations
- 2024
  - 1er de l'américaine à Milton

### Championnats d'Europe
| Édition / Épreuve      | Poursuite par équipes | Américaine                          | Course aux points |
| Athènes 2015 (juniors) |                       | Argent                              |                   |
| Anadia 2017 (espoirs)  | Argent                | Or (avec Lindsay De Vylder)         |                   |
| Glasgow 2018           |                       | Or (avec Kenny De Ketele)           |                   |
| Gand 2019 (espoirs)    | Argent                |                                     |                   |
| Munich 2022            |                       | Bronze (avec Fabio Van den Bossche) | Argent            |
| Granges 2023           |                       | 5e                                  | 4e                |

### Six jours
- 2019 : Gand (avec Kenny De Ketele)
- 2021 : Gand (avec Kenny De Ketele)
- 2022 : Gand (avec Lindsay De Vylder)
- 2023 : Gand (avec Lindsay De Vylder)

### Championnats de Belgique
| - 2012 - Champion de Belgique de poursuite débutants - Champion de Belgique de poursuite par équipes débutants - 2013 - Champion de Belgique de poursuite débutants - Champion de Belgique de poursuite par équipes débutants - Champion de Belgique de l'américaine débutants - Champion de Belgique de course aux points débutants - Champion de Belgique de l'omnium débutants - Champion de Belgique du scratch débutants - 2014 - Champion de Belgique de poursuite juniors - Champion de Belgique de poursuite par équipes juniors - Champion de Belgique de vitesse par équipes juniors - Champion de Belgique de l'omnium juniors - Champion de Belgique du scratch juniors - 2e de l'américaine juniors - 2015 - Champion de Belgique de poursuite juniors - Champion de Belgique du kilomètre juniors - Champion de Belgique de course aux points juniors - Champion de Belgique de l'américaine juniors - Champion de Belgique de l'omnium juniors - 2e du scratch juniors | - 2017 - Champion de Belgique de course aux points - 3e du kilomètre - 3e de la course aux points - 2018 - Champion de Belgique de l'américaine (avec Moreno De Pauw) - Champion de Belgique du scratch - 2019 - 2e de l'américaine - 2e du scratch - 2022 - Champion de Belgique de course aux points - 2e de l'omnium - 2e de l'américaine - 2023 - Champion de Belgique de l'américaine (avec Lindsay De Vylder) - 2e de la course aux points |

### Autres compétitions
- 2016-2017
  - 1er du scratch à Glasgow

## Palmarès sur route

### Par années
| - 2014 - 3e étape de la Ster van Zuid-Limburg - 2e de la Flèche du Brabant flamand - 2015 - 1reb étape de la Ster van Zuid-Limburg - 2016 - Champion du Limbourg du contre-la-montre espoirs - Grand Prix Etienne De Wilde - 3e du Grand Prix des Marbriers - 2017 - 2e étape du Tour du Brabant flamand (contre-la-montre) - 4e étape du Tour de Flandre-Orientale - 2e du Mémorial Staf Segers - 3e du Circuit Het Nieuwsblad espoirs | - 2018 - 8e étape de la Rás Tailteann - 3e de la Rás Tailteann - 2021 - 1re étape du Tour de Belgique - 2023 - 3e de la Flèche de Heist |

### Résultats sur les grands tours

#### Tour de France
1 participation
- 2024 : 134e

#### Tour d'Espagne
1 participation
- 2023 : non partant (13e étape)

### Classements mondiaux
| Année                                 | 2016  | 2017  | 2018  | 2019 | 2020 | 2021  | 2022 | 2023 | 2024  |
| ------------------------------------- | ----- | ----- | ----- | ---- | ---- | ----- | ---- | ---- | ----- |
| Classement mondial                    | 1026e | 1166e | 1279e | nc   | nc   | 1440e | 526e | 412e | 2518e |
| UCI Europe Tour                       | 698e  | 753e  | 789e  | nc   | nc   | 1025e | 416e | nc   | nc    |
|                                       |       |       |       |      |      |       |      |      |       |
| Légende : nc = non classéSource : UCI |       |       |       |      |      |       |      |      |       |